# Lasiocladus rufopilus
Lasiocladus es un género monotípico de plantas con flores perteneciente a la familia Acanthaceae. Comprende 10 especies descritas y de estas, solo una aceptada. Su única especie es una planta herbácea: Lasiocladus rufopilus, que es originaria de Madagascar.

## Taxonomía
Lasiocladus rufopilus fue descrita por (Baill.) Benoist y publicado en Flore de Madagascar et des Comores 182: 124. 1967.
Sinonimia
- Synchoriste rufopila Baill.